# Toriel
Toriel là một nhân vật hư cấu và là trùm cuối trong bản demo của trò chơi điện tử nhập vai Undertale. Bà được tạo như là một người mẹ, hướng dẫn người chơi trong trò chơi, bà còn là một thành viên của bộ tộc quái vật, xuất hiện dưới hình dạng một con dê lông trắng và được nhân hóa như người, mặc một áo choàng màu tím với biểu tượng Delta Rune trắng và xanh ở trên. Bà dẫn dắt người chơi qua khu vực mở đầu, người chơi phải cố gắng thoát khỏi khu vực đó và chiến đấu với bà. Người có thể lựa chọn để giết Toriel hoặc thuyết phục bà kết thúc trận đấu, nhưng sẽ tác động đến trò chơi về sau. Một phiên bản khác của bà cũng xuất hiện trong trò chơi Deltarune.

## Đặc điểm
Undertale
Người chơi gặp Toriel ngay sau khi họ rơi vào lòng đất, nơi mà bà được xem như là một người mẹ sẽ bảo vệ người chơi khỏi những mối nguy hiểm. Bà dạy cho người chơi cơ chế của trò chơi, khuyến khích họ tỏ lòng tha thứ với quái vật thay vì tấn công. Toriel còn tặng người chơi một chiếc điện thoại để liên lạc với bà ấy bất cứ lúc nào, bà để người chơi tự mình khám quá phần còn lại của Ruins (Khu tàn tích), sau đó họ tìm được nhà của bà.
Khi Toriel cố gắng chăm sóc người chơi thì họ càng muốn rời khỏi Ruins. Nhìn thấy nhiều đứa trẻ chết dưới tay Asgore, vua quái vật của lòng đất, bà lo sợ về sự an toàn của người chơi và bắt họ phải chiến đấu với mình. Nếu người chơi không giết Toriel, trận đấu sẽ kéo dài và khó khăn hơn. Bà phải được tha (spare) nhiều lần cho tới khi bà chấp nhận cho người chơi rời khỏi Ruins. Nếu họ giết Toriel ngay khi bà đang ở lần tha cuối, bà sẽ nói mình quá hối hận khi tin vào người chơi.
Đoạn sau của trò chơi cho biết thêm Toriel từng là người vợ của vua Asgore, họ có một người con trai là Asriel Dreemurr. Sau khi Asriel chết, bà đã từ bỏ chức nữ hoàng của mình do bà không đồng ý với kế hoạch của Asgore, toan tính giết bảy con người để phá vỡ phong ấn mà đã nhốt quái vật bấy lâu nay.
Gần cuối lối chơi Hòa Bình (Pacifist), Toriel trở về "New Home" (thủ đô của lòng đất quái vật) và cứu người chơi khỏi Asgore. Flowey sau đó xuất hiện và hợp mình với linh hồn Toriel cùng tất cả linh hồn quái vật khá để hiện hình dạng thật, Asriel. Khi người chơi gặp Asriel, cậu đã phá hủy phong ấn và cứu thoát bà với tất cả quái vật lên mặt đất. Trong đoạn credit trò chơi, Toriel thực hiện được ước mơ mà bà đã nói với người chơi ở Ruins, đó là trở thành giáo viên dạy học ở trường.
Deltarune
Toriel ở trò chơi này là mẹ của Asriel và là mẹ nuôi của Kris. Bà đánh thức Kris dậy ở đầu trò chơi và để Kris lại học ở trường. Sau khi trở về từ Thế giới Bóng Tối, bà gọi cho Kris và nói rằng Kris đã trễ học, bà cũng rất vui khi Kris làm bạn với nhiều người và chấp nhận Kris đi khám quá quanh thị trấn trước khi về nhà.

## Thiết kế
Toriel ban đầu được hình dung bởi nhà phát triển của trò chơi, Toby Fox, như là "một người hướng dẫn không thể đứng yên khi thấy người chơi rời đi"., cô được thiết kế bởi Temmie Chang.

## Hàng hóa
Đồ chơi nhồi bông chính thức của Toriel được sản xuất bởi Fangamer. Ở trong có thể tìm thấy một trái tim màu trắng nếu cắt đồ chơi ra. Điều này giống khi Toriel chết, trái tim màu trắng của cô sẽ hiện lên, Kotaku lại cho rằng điều này kì lạ và đáng lo ngại Một mô hình nhân vật của Toriel cũng được sản xuất bởi Fangamer trong bộ đồ chơi khác.